# فرانس گمرز
فرانس گمرز (انگلیسی: Frans Gommers؛ ۵ آوریل ۱۹۱۷ – ۵ آوریل ۱۹۹۶) یک بازیکن فوتبال اهل بلژیک بود.
وی همچنین در تیم ملی فوتبال بلژیک بازی کرده است.